# Carlo Di Cristofaro
Carlo Di Cristofaro (Colonnella, 9 marzo 1945) è un ex calciatore italiano, di ruolo attaccante.

## Carriera
Dopo la militanza nelle giovanili dell'Inter, viene ceduto all'Alessandria dove disputa due campionati di Serie B per un totale di 55 presenze e 7 gol.
Nel 1966 passa al Livorno dove disputa altre 20 gare in due stagioni nella serie cadetta, prima di proseguire la carriera in Serie C con le maglie di Savona, Latina e Cosenza.